# Yang Mingxia
Yang Mingxia, född 13 januari 1990, är en kinesisk friidrottare. Hon deltog vid olympiska sommarspelen 2008.